# Boardwalk Hotel and Casino
Boardwalk Hotel and Casino fue un casino en Las Vegas, Nevada que fue cerrado y posteriormente implosionado. El casino fue propiedad y operado por MGM Mirage. Fue parte de la franquicia Holiday Inn pero dejó de serlo al ser comprado por Mirage Resorts. Fue construido antes de la era de los mega-casinos, era un hotel casino muy pequeño comparado con los otros hoteles de su alrededor con tan solo 654 habitaciones.
La mayoría de los visitantes de Las Vegas dirían que lo mejor del hotel era que estaba ubicado en el Strip de Las Vegas, y entre los lujosos hoteles del Bellagio y el Monte Carlo y al cruzar la calle el Paris, Aladdin (ahora Planet Hollywood Resort and Casino) y el MGM Grand.  
El tema del hotel de la isla coney podía verse en su fachada con las atracciones de un bungee y una montaña rusa falsa de madera —los empleados del hotel reportaban que varias personas llegaban al hotel reclamando subirse a la montana rusa—. El hotel estaba compuesto por tres diferentes edificios, todos construidos en diferente tiempo. El edificio más nuevo tenía una torre de 16 pisos construida en 1996.

## Historia
Originalmente era un hotel y casino independiente localizado en el Strip de Las Vegas, después el casino fue adquirido por una corporación pública (Boardwalk Casino, Inc.) en 1994. Después fue adquirido por Mirage Resorts en 1997.
En 1998 el Surf Buffet se convirtió en un bufé de 24 horas, el único en Las Vegas Strip. También estaba catalogado por ser el peor bufé en el Las Vegas.[cita requerida]
El hotel y casino cerró el 9 de enero de 2006, y la torre principal fue implosionada el 9 de mayo de 2006 a las 2:34 a. m. PST para poder construir el Proyecto City Center.

## Atracciones
- Wedding gazebo
- Dos piscinas pequeñas.
- Varios restaurantes incluyendo un bufé de 24 horas y un sushi bar.
- Un recinto para carreras de 75 asientos.
- Prince cover band Purple Reign.